# Netavis
En netavis (eller webavis, e-avis eller internetavis) er en avis der udgives på Internettet, sædvanligvis webben. De fleste traditionelle medier har en tilknyttet netavis-udgave. I Danmark udgiver for eksempel Politiken sin under politiken.dk. Andre netaviser er dedikerede nyhedsmedier udelukkende på webben. I USA er et fremtrædende eksempel The Huffington Post.
Modsat papiraviser har netaviser sædvanligvis ingen deadline. De fleste større dagblade driver et Content Management System, hvor artikler fra den trykte udgave parallelpubliceres. Der kan være tale om både betalings- og gratistjenester. De lave udgivelsesomkostninger kan skabe grobund for niche-netavisen, som for eksempel den nu lukkede Enklaven.dk, der udelukkende beskæftigede sig med politik i Frederiksberg Kommune.
Der er ingen tydelig grænse mellem blogs og netaviser, men "avis"-navnet kan signalere større seriøsitet, også uden at mediet nødvendigvis lever op til dette.

## Danske eksempler
I Danmark er der en række af de dedikerede netaviser der har en ret tydelig tilstedeværelse i mediebilledet. Visse af de mest markante dedikerede danske netaviser har et politisk fokus.
- Den gratis Avisen.dk har specielt fokus på job og arbejdsliv og er støttet af A-Pressen.[3]
- Den i 2000 grundlagte Altinget.dk har en af landets største Christiansborg-redaktioner med 14 journalister.[4]
- Den Korte Avis udgives af Ralf Pittelkow (ansvarshavende redaktør) og Karen Jespersen (redaktør)[5] og anses for at have en Venstre-vinkling på prioriteringen af nyhederne.[6]
- 180grader begyndte som en liberal netavis med Ole Birk Olesen som redaktør med egen-produceret nyhedsjournalistik, men i 2009 skiftede han til en model med brugerstyret prioritering og bidrag.[7]

Andre netaviser er lokale aviser:
- Svendborgs NetAvis (svendborgsnetavis.dk) drives af Frede Jakobsen som konkurrent til Fyns Amtsavis i det synfynske.[6]
- Bornholm.nu er blandt de tidlige danske internetaviser, grundlagt i 2001
- KanalBlokhus.dk er en upolitisk og ukommerciel netavis med daglige nyheder om Blokhus og Hune, grundlagt i 1995 og lige siden redigeret af multimediekunstneren Peter Wendelboe.